# Circonscriptions législatives de Manille
Manille aux Philippines est constituée de six circonscriptions législatives, chacune représentée par un député à la Chambre des représentants.

## Histoire
Manille comprend de 1907 à 1949 deux circonscriptions législatives. Durant la Seconde Guerre mondiale, Manille est intégrée au Grand Manille qui envoie deux délégués à l'Assemblée nationale de la Seconde République (en fait un régime fantoche mis en place par l'occupant japonais). 
Les deux circonscriptions de Manille sont rétablies à la libération en 1945. Le 18 juin 1949, l'Acte républicain no 409 réorganise la ville en quatre circonscriptions.
Sous le régime de Ferdinand Marcos, la ville est intégrée à la Région IV de 1978 à 1984. La Constitution de 1987 rétablit six circonscriptions législatives dans la ville.

## Première circonscription

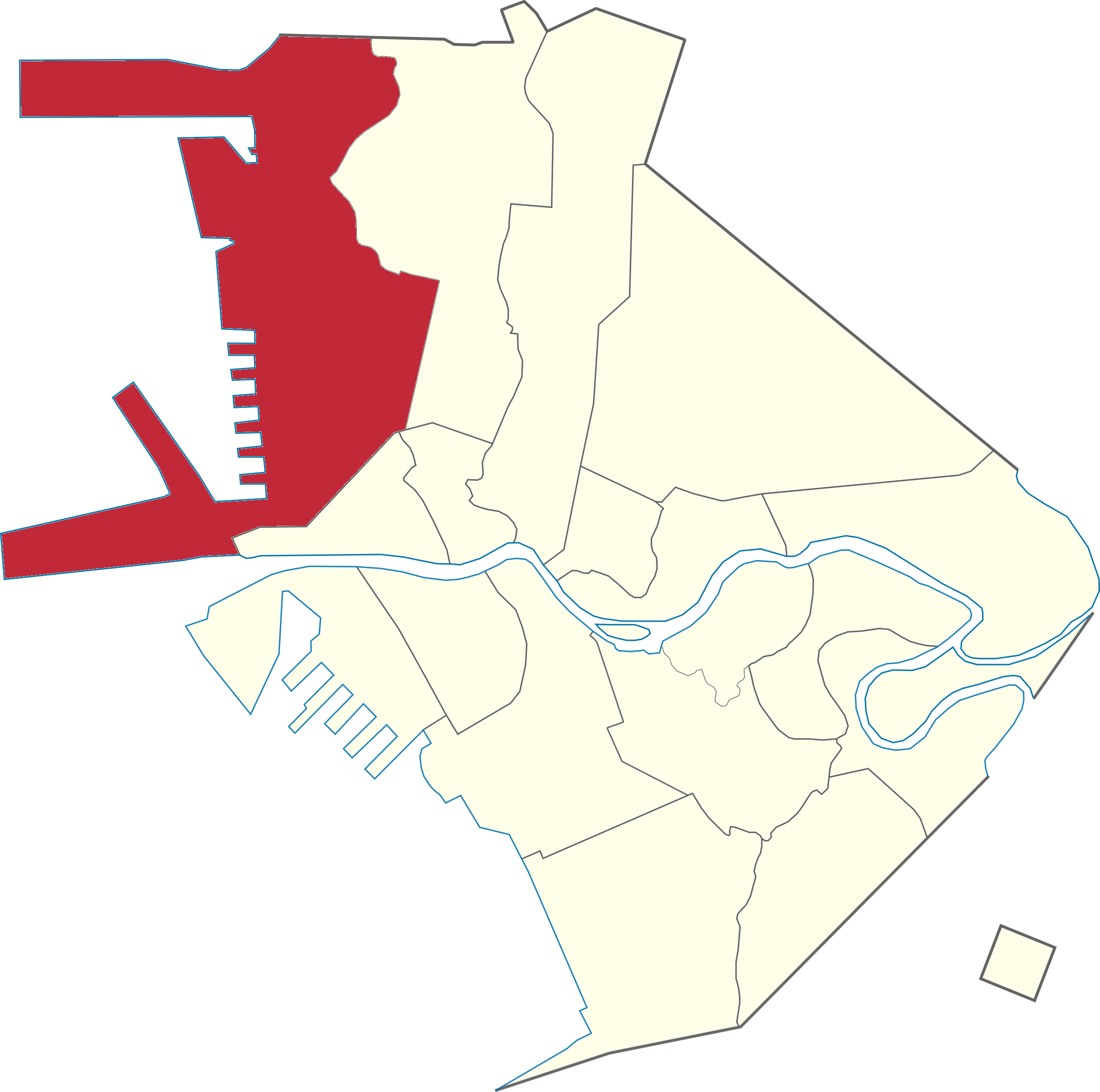
Carte de la première circonscription.

- Districts de Manille : Tondo (aire ouest)
- Barangays : 1-146
- Superficie : 4,57 km2
- Population (2015) : 415 906[3]

| Période                                 | Député                |
| --------------------------------------- | --------------------- |
| 8e Congrès 30 juin 1987 - 30 juin 1992  | Martin B. Isidro, Sr. |
| 9e Congrès 30 juin 1992 - 30 juin 1995  | Martin B. Isidro, Sr. |
| 10e Congrès 30 juin 1995 - 30 juin 1998 | Martin B. Isidro, Sr. |
| 11e Congrès 30 juin 1998 - 30 juin 2001 | Ernesto A. Nieva      |
| 12e Congrès 30 juin 2001 - 30 juin 2004 | Ernesto A. Nieva      |
| 13e Congrès 30 juin 2004 - 30 juin 2007 | Ernesto A. Nieva      |
| 14e Congrès 30 juin 2007 - 30 juin 2010 | Benjamin D. R. Asilo  |
| 15e Congrès 30 juin 2010 - 30 juin 2013 | Benjamin D. R. Asilo  |
| 16e Congrès 30 juin 2013 - 30 juin 2016 | Benjamin D. R. Asilo  |
| 17e Congrès 30 juin 2016 - 30 juin 2019 | Manuel L. Lopez       |

### 1907-1949
- Districts de Manille : Binondo, San Nicolas, Tondo

| Période                              | Député             |
| ------------------------------------ | ------------------ |
| 1re législature philippine 1907-1909 | Dominador Gomez    |
| 2e législature philippine 1909-1912  | Dominador Gomez    |
| 3e législature philippine 1912-1916  | Isidoro de Santos  |
| 4e législature philippine 1916-1919  | Antonio Montenegro |
| 5e législature philippine 1919-1922  | Juan Nolasco       |
| 6e législature philippine 1922-1925  | Gregorio Perfecto  |
| 7e législature philippine 1925-1928  | Gregorio Perfecto  |
| 8e législature philippine 1928-1931  | Francisco Varona   |
| 9e législature philippine 1931-1934  | Francisco Varona   |
| 10e législature philippine 1934-1935 | Francisco Varona   |
| 1re Assemblée nationale 1935-1938    | Gregorio Perfecto  |
| 2e Assemblée nationale 1938-1941     | Gregorio Perfecto  |
| 3e Assemblée nationale 1941-1946     | Engracio Clemeña   |
| 1er Congrès 1946-1949                | Jose Topacio Nueno |

### 1949-1972
- Districts de Manille: Tondo

| Période              | Député             |
| -------------------- | ------------------ |
| 2e Congrès 1949-1953 | Engracio Clemeña   |
| 3e Congrès 1953-1957 | Angel M. Costaño   |
| 4e Congrès 1957-1961 | Salvador L. Mariño |
| 5e Congrès 1961-1965 | Fidel S. Santiago  |
| 6e Congrès 1965-1969 | Fidel S. Santiago  |
| 7e Congrès 1969-1972 | Francisco G. Reyes |

## Deuxième circonscription

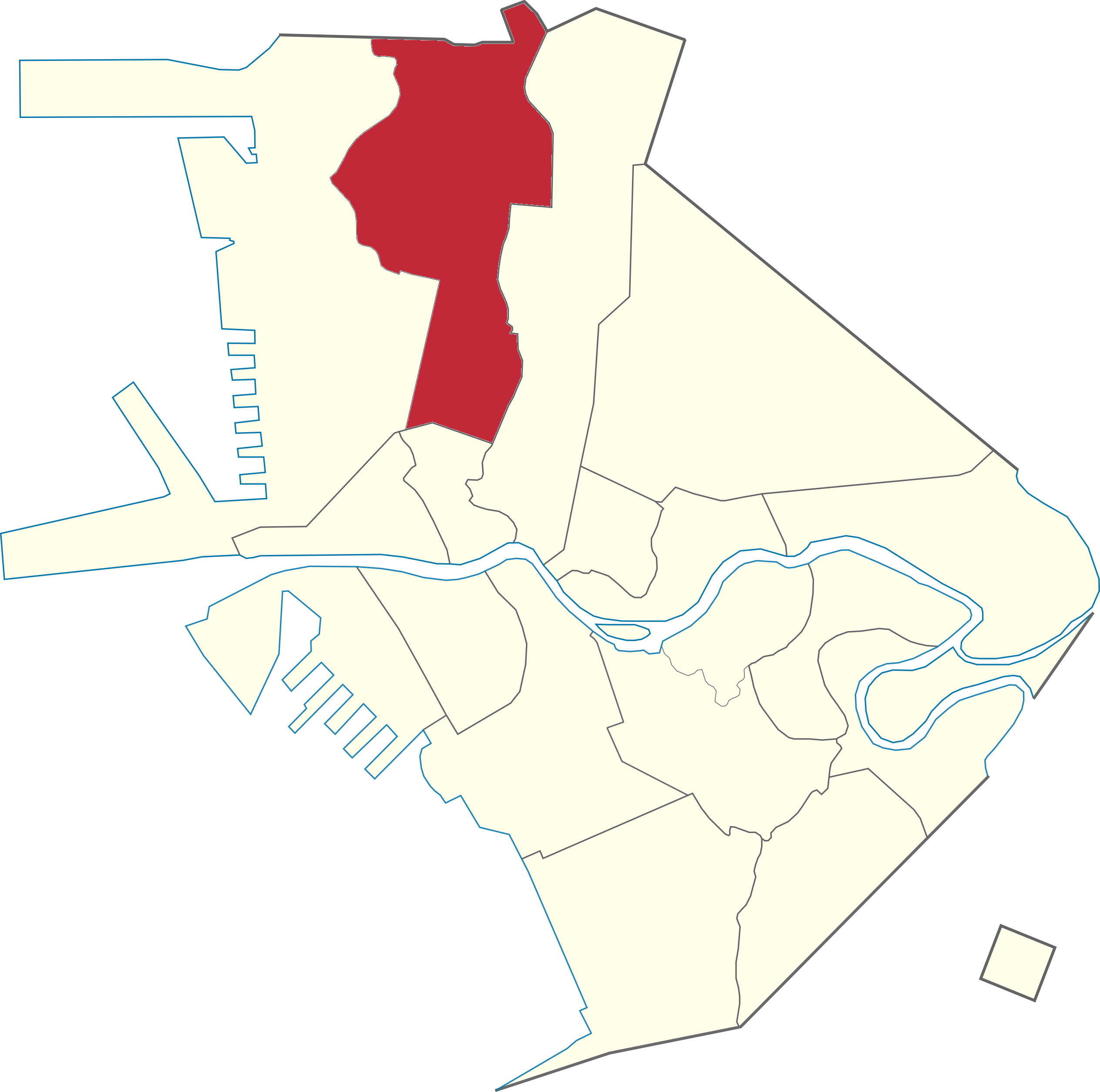
Carte de la deuxième circonscription.

- Districts de Manille: Tondo (aire est)
- Barangays : 147-267
- Superficie : 4,08 km2
- Population (2015) : 215 457[3]

| Période                                 | Député               |
| --------------------------------------- | -------------------- |
| 8e Congrès 30 juin 1987 - 30 juin 1992  | Jaime C. Lopez       |
| 9e Congrès 30 juin 1992 - 30 juin 1995  | Jaime C. Lopez       |
| 10e Congrès 30 juin 1995 - 30 juin 1998 | Jaime C. Lopez       |
| 11e Congrès 30 juin 1998 - 30 juin 2001 | Nestor C. Ponce, Jr. |
| 12e Congrès 30 juin 2001 - 30 juin 2004 | Jaime C. Lopez       |
| 13e Congrès 30 juin 2004 - 30 juin 2007 | Jaime C. Lopez       |
| 14e Congrès 30 juin 2007 - 30 juin 2010 | Jaime C. Lopez       |
| 15e Congrès 30 juin 2010 - 30 juin 2013 | Carlo V. Lopez       |
| 16e Congrès 30 juin 2013 - 30 juin 2016 | Carlo V. Lopez       |
| 17e Congrès 30 juin 2016 - 30 juin 2019 | Carlo V. Lopez       |

### 1907-1949
- Districts de Manille : Ermita, Malate, Paco, Pandacan, Quiapo, Sampaloc, San Miguel, Santa Ana, Santa Cruz

| Période                              | Député                |
| ------------------------------------ | --------------------- |
| 1re législature philippine 1907-1909 | Fernando Ma. Guerrero |
| 2e législature philippine 1909-1912  | Justo Lukban          |
| 2e législature philippine 1909-1912  | Pablo Ocampo          |
| 3e législature philippine 1912-1916  | Luciano de la Rosa    |
| 4e législature philippine 1916-1919  | Jose C. Generoso      |
| 5e législature philippine 1919-1922  | Jose C. Generoso      |
| 6e législature philippine 1922-1925  | Alfonso E. Mendoza    |
| 7e législature philippine 1925-1928  | Alfonso E. Mendoza    |
| 8e législature philippine 1928-1931  | Pedro Gil             |
| 9e législature philippine 1931-1934  | Prudencio A. Remigio  |
| 10e législature philippine 1934-1935 | Alfonso E. Mendoza    |
| 1re Assemblée nationale 1935-1938    | Pedro Gil             |
| 2e Assemblée nationale 1938-1941     | Pedro Gil             |
| 3e Assemblée nationale 1941-1946     | Alfonso E. Mendoza    |
| 1er Congrès 1946-1949                | Hermenegildo Atienza  |

### 1949-1972
- Districts de Manille : Binondo, Quiapo, San Nicolas, Santa Cruz

| Période              | Député            |
| -------------------- | ----------------- |
| 2e Congrès 1949-1953 | Arsenio H. Lacson |
| 3e Congrès 1953-1957 | Joaquin R. Roces  |
| 4e Congrès 1957-1961 | Joaquin R. Roces  |
| 5e Congrès 1961-1965 | Joaquin R. Roces  |
| 6e Congrès 1965-1969 | Joaquin R. Roces  |
| 7e Congrès 1969-1972 | Joaquin R. Roces  |

## Troisième circonscription

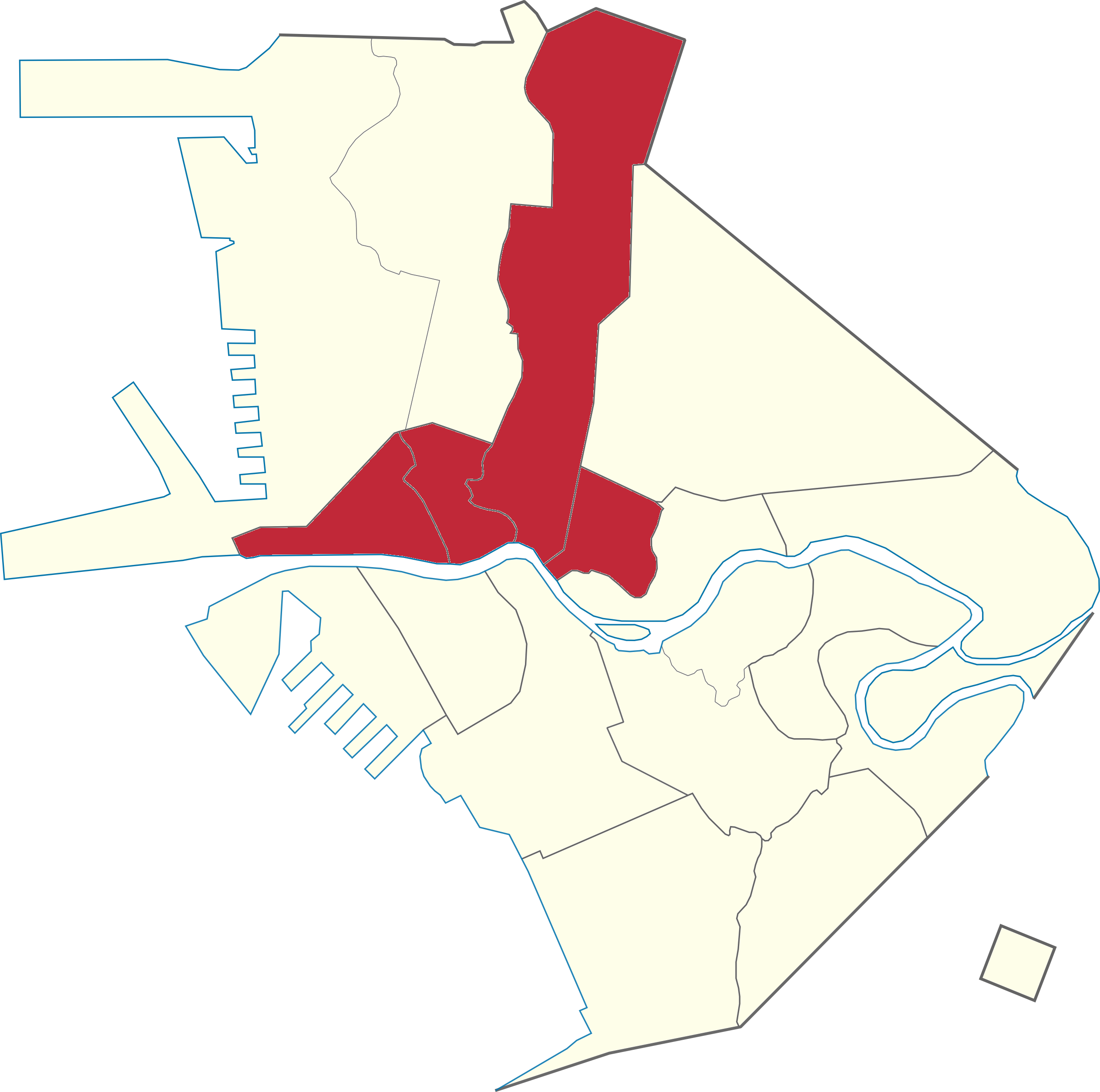
Carte de la troisième circonscription.

- Districts de Manille : Binondo, Quiapo, San Nicolas, Santa Cruz
- Barangays : 268-394
- Superficie : 6,24 km2
- Population (2015) : 221 780[3]

| Période                                 | Député                           |
| --------------------------------------- | -------------------------------- |
| 8e Congrès 30 juin 1987 - 30 juin 1992  | Leonardo B. Fugoso               |
| 9e Congrès 30 juin 1992 - 30 juin 1995  | Leonardo B. Fugoso               |
| 10e Congrès 30 juin 1995 - 30 juin 1998 | Leonardo B. Fugoso               |
| 11e Congrès 30 juin 1998 - 30 juin 2001 | Harry C. Angping                 |
| 12e Congrès 30 juin 2001 - 30 juin 2004 | Harry C. Angping                 |
| 13e Congrès 30 juin 2004 - 30 juin 2007 | Miles Andrew M. Roces            |
| 14e Congrès 30 juin 2007 - 30 juin 2010 | Ma. Zenaida B. Angping           |
| 15e Congrès 30 juin 2010 - 30 juin 2013 | Ma. Zenaida B. Angping           |
| 16e Congrès 30 juin 2013 - 30 juin 2016 | Ma. Zenaida B. Angping           |
| 17e Congrès 30 juin 2016 - 30 juin 2019 | Yul Servo (John Marvin C. Nieto) |

### 1949-1972
- Districts de Manille : Sampaloc, San Miguel

| Période                | Député              |
| ---------------------- | ------------------- |
| 2e Congrès 1949-1953   | Arturo M. Tolentino |
| 3e Congrès 1953-1957   | Arturo M. Tolentino |
| 4e Congrès 1957-1961   | Ramon Bagatsing     |
| 5e Congrès 1961-1965   | Ramon Bagatsing     |
| 6th Congress 1965-1969 | Sergio H. Loyola    |
| 7e Congrès 1969-1972   | Ramon Bagatsing     |

## Quatrième circonscription

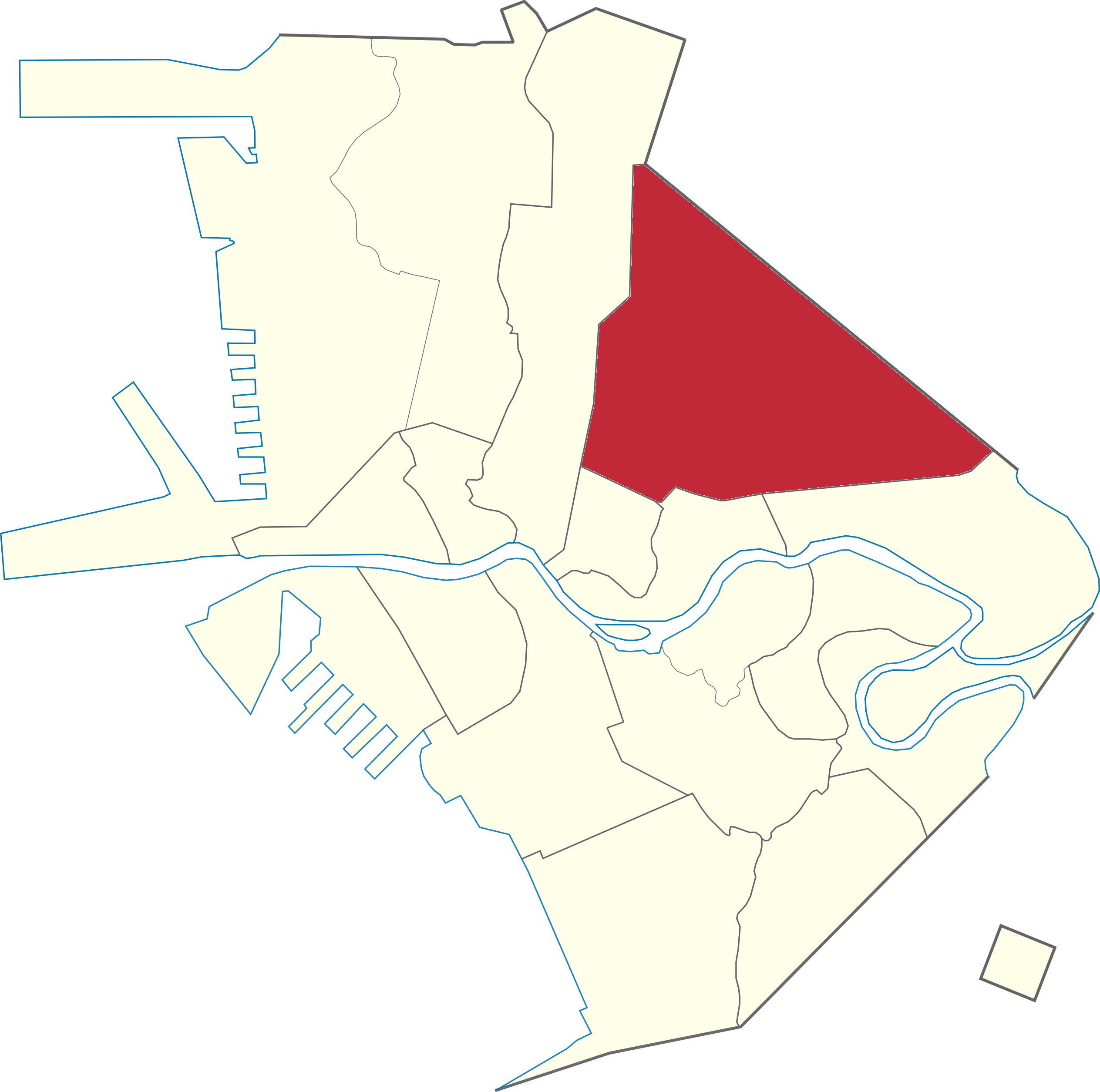
Carte de la quatrième circonscription.

- Districts de Manille: Sampaloc
- Barangays : 395 - 586
- Superficie : 5,14 km2
- Population (2015) : 265 046[3]

| Période                                 | Député                      |
| --------------------------------------- | --------------------------- |
| 8e Congrès 30 juin 1987 - 30 juin 1992  | Ramon S. Bagatsing, Jr.     |
| 9e Congrès 30 juin 1992 - 30 juin 1995  | Ramon S. Bagatsing, Jr.     |
| 10e Congrès 30 juin 1995 - 30 juin 1998 | Ramon S. Bagatsing, Jr.     |
| 11e Congrès 30 juin 1998 - 30 juin 2001 | Rodolfo C. Bacani           |
| 12e Congrès 30 juin 2001 - 30 juin 2004 | Rodolfo C. Bacani           |
| 13e Congrès 30 juin 2004 - 30 juin 2007 | Rodolfo C. Bacani           |
| 14e Congrès 30 juin 2007 - 30 juin 2010 | Ma. Theresa B. Bonoan-David |
| 15e Congrès 30 juin 2010 - 30 juin 2013 | Ma. Theresa B. Bonoan-David |
| 16e Congrès 30 juin 2013 - 30 juin 2016 | Ma. Theresa B. Bonoan-David |
| 17e Congrès 30 juin 2016 - 30 juin 2019 | Edward V.P. Maceda          |

### 1949-1972
- Districts de Manille : Ermita, Intramuros, Malate, Paco, Pandacan, Port de Manille, Santa Ana

| Période              | Député                |
| -------------------- | --------------------- |
| 2e Congrès 1949-1953 | Gavino Viola Fernando |
| 3e Congrès 1953-1957 | aoûto S. Francisco    |
| 4e Congrès 1957-1961 | aoûto S. Francisco    |
| 5e Congrès 1961-1965 | Justo Lukban Albert   |
| 6e Congrès 1965-1969 | Pablo V. Ocampo, Jr.  |
| 7e Congrès 1969-1972 | Pablo V. Ocampo, Jr.  |

## Cinquième circonscription

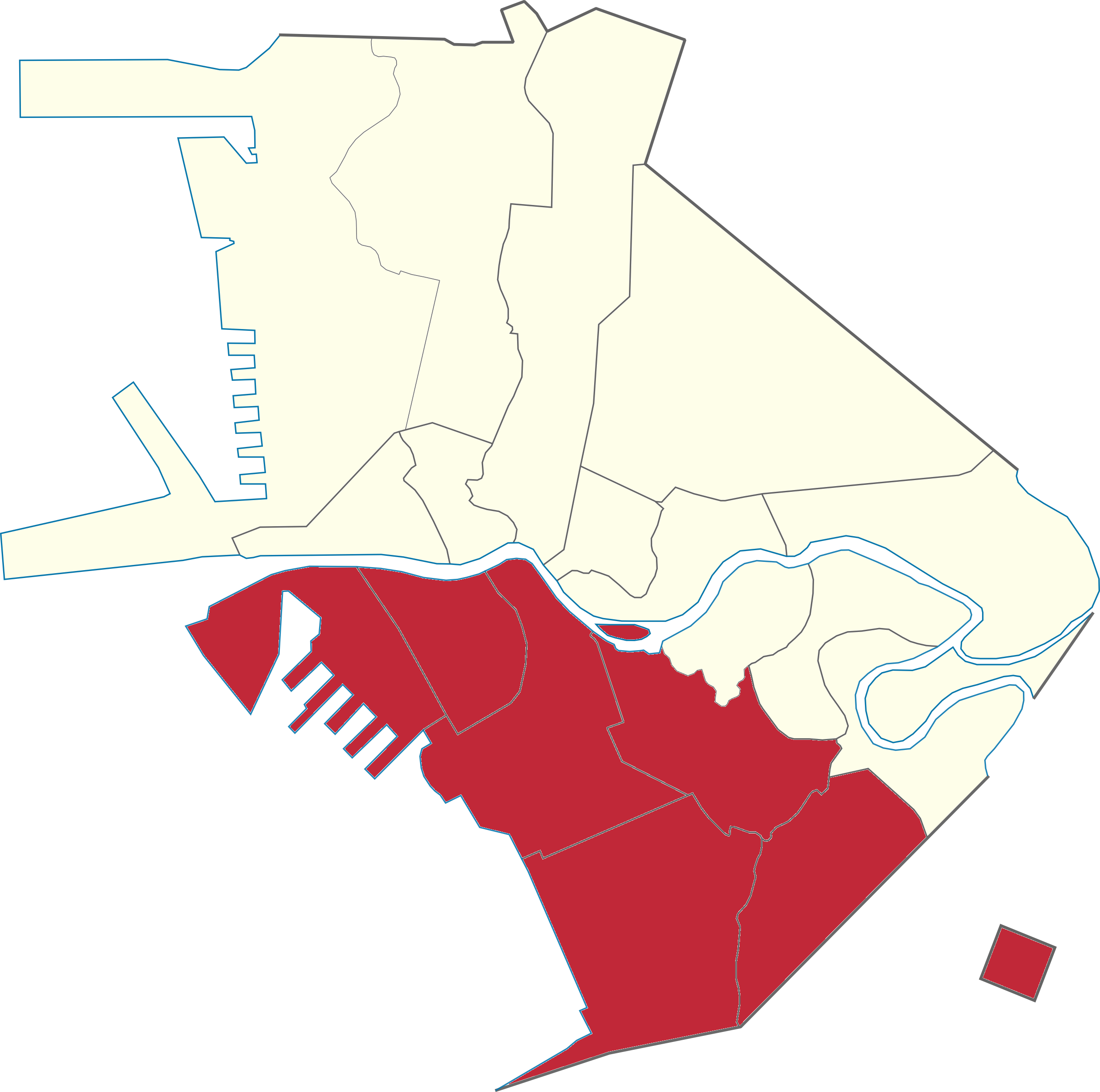
Carte de la cinquième circonscription.

- Districts de Manille : Ermita, Intramuros, Malate, Paco (aire sud), Port de Manille, San Andres Bukid
- Barangays : 649-828
- Superficie : 11,56 km2
- Population (2015) : 366 714[3]

| Période                                 | Député                        |
| --------------------------------------- | ----------------------------- |
| 8e Congrès 30 juin 1987 - 30 juin 1992  | Amado S. Bagatsing            |
| 9e Congrès 30 juin 1992 - 30 juin 1995  | Amado S. Bagatsing            |
| 10e Congrès 30 juin 1995 - 30 juin 1998 | Amado S. Bagatsing            |
| 11e Congrès 30 juin 1998 - 30 juin 2001 | Joey D. Hizon                 |
| 12e Congrès 30 juin 2001 - 30 juin 2004 | Joey D. Hizon                 |
| 13e Congrès 30 juin 2004 - 30 juin 2007 | Joey D. Hizon                 |
| 14e Congrès 30 juin 2007 - 30 juin 2010 | Amado S. Bagatsing            |
| 15e Congrès 30 juin 2010 - 30 juin 2013 | Amado S. Bagatsing            |
| 16e Congrès 30 juin 2013 - 30 juin 2016 | Amado S. Bagatsing            |
| 17e Congrès 30 juin 2016 - 30 juin 2019 | Amanda Christina L. Bagatsing |

## Sixième circonscription

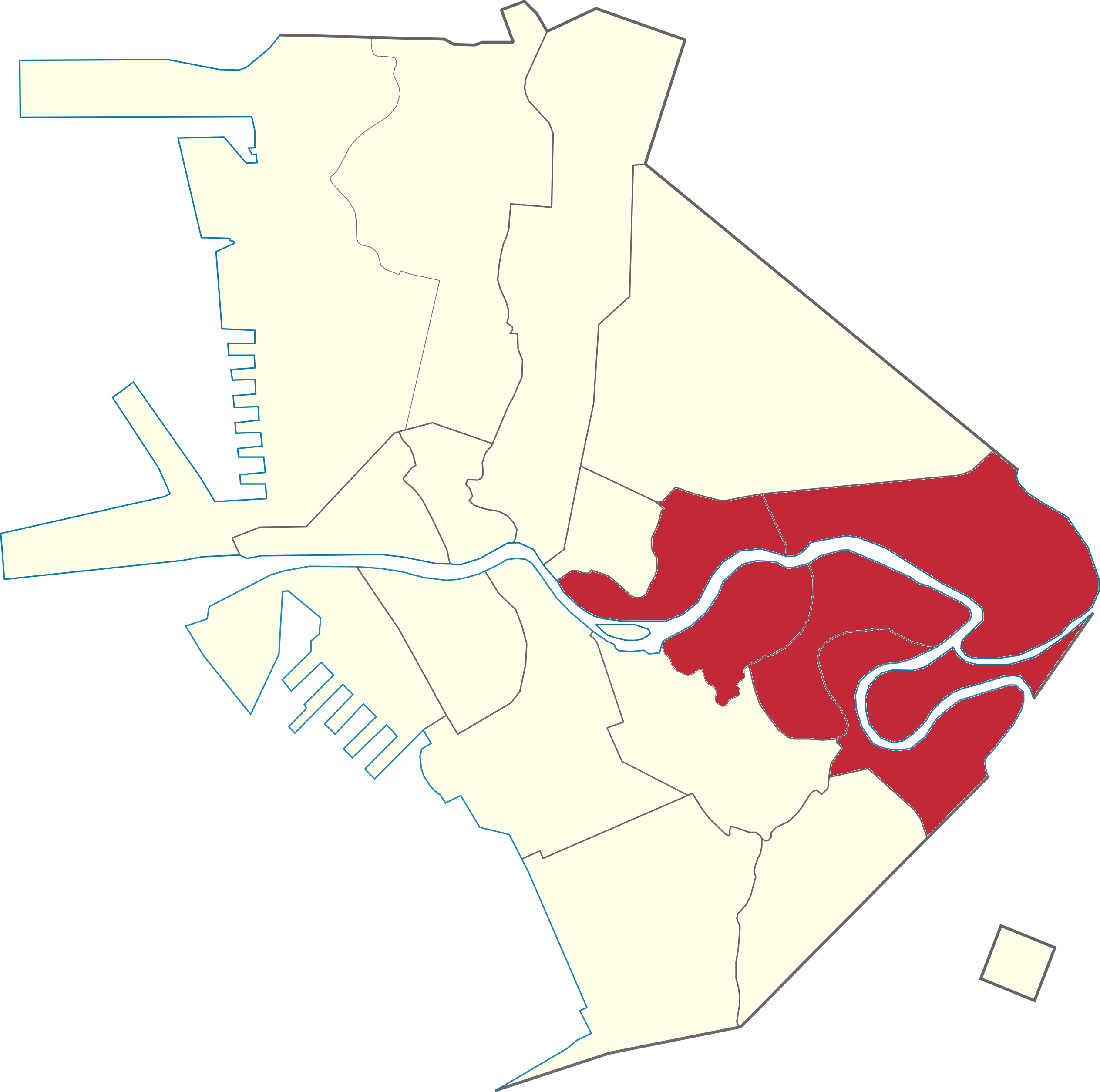
Carte de la sixième circonscription.

- Districts de Manille : Paco (aire nord), Pandacan, San Miguel, Santa Ana, Santa Mesa
- Barangays : 587-648, 829-905
- Superficie : 7,79 km2
- Population (2015) : 295 245[3]

| Période                                 | Député                         |
| --------------------------------------- | ------------------------------ |
| 8e Congrès 30 juin 1987 - 30 juin 1992  | Pablo V. Ocampo, Jr.           |
| 9e Congrès 30 juin 1992 - 30 juin 1995  | Rosenda Ann M. Ocampo          |
| 10e Congrès 30 juin 1995 - 30 juin 1998 | Rosenda Ann M. Ocampo          |
| 11e Congrès 30 juin 1998 - 30 juin 2001 | Rosenda Ann M. Ocampo          |
| 12e Congrès 30 juin 2001 - 6 March 2003 | Mark Jimenez (Mario B. Crespo) |
| 13e Congrès 30 juin 2004 - 30 juin 2007 | Bienvenido M. Abante, Jr.      |
| 14e Congrès 30 juin 2007 - 30 juin 2010 | Bienvenido M. Abante, Jr.      |
| 15e Congrès 30 juin 2010 - 30 juin 2013 | Rosenda Ann M. Ocampo          |
| 16e Congrès 30 juin 2013 - 30 juin 2016 | Rosenda Ann M. Ocampo          |
| 17e Congrès 30 juin 2016 - 30 juin 2019 | Rosenda Ann M. Ocampo          |

1. ↑  Disqualifié par le tribunal de la Chambre des représentants le 6 mars 2003.

## Circonscription plurinominale (disparue)

### 1898-1899
- Incluant l'ancienne province de manille

| Période                      | Députés                |
| ---------------------------- | ---------------------- |
| Congrès de Malolos 1898-1899 | Teodoro Gonzales Leaño |
| Congrès de Malolos 1898-1899 | Felix Ferrer y Pascual |
| Congrès de Malolos 1898-1899 | Arsenio Cruz Herrera   |
| Congrès de Malolos 1898-1899 | Mariano Limjap         |

### 1943-1944
- Incluant Quezon City, Caloocan, Makati, Mandaluyong, Parañaque, Pasay, San Juan

| Période                       | Députés                     |
| ----------------------------- | --------------------------- |
| Assemblée nationale 1943-1944 | Leon G. Guinto (ex officio) |
| Assemblée nationale 1943-1944 | Alfonso E. Mendoza          |

### 1984-1986
| Période                     | Députés                 |
| --------------------------- | ----------------------- |
| Batasang Pambansa 1984-1986 | Jose L. Atienza, Jr.    |
| Batasang Pambansa 1984-1986 | Eva Estrada-Kalaw       |
| Batasang Pambansa 1984-1986 | Carlos C. Fernandez     |
| Batasang Pambansa 1984-1986 | Gemiliano C. Lopez, Jr. |
| Batasang Pambansa 1984-1986 | Gonzalo G. Puyat II     |
| Batasang Pambansa 1984-1986 | Arturo M. Tolentino     |